# المسمر (القفر)

تعديل مصدري - تعديل

المسمر هي إحدى قرى عزلة بني ساوي بمديرية القفر التابعة لمحافظة إب، بلغ تعداد سكانها 406 نسمة حسب تعداد اليمن لعام 2004.